# Alejandro Gómez (nadador)
Alejandro Gómez, destacado deportista venezolano de la especialidad de Natación que fue campeón suramericano en Medellín 2010 y campeón de Centroamérica y del Caribe en Mayagüez 2010.

## Trayectoria
La trayectoria deportiva de Alejandro Gómez se identifica por su participación en los siguientes eventos nacionales e internacionales:

### Juegos Suramericanos
Fue reconocido su triunfo de sobrepasar la marca en los Juegos en estilo Libre 400 m Hombres con una marca de 03:58.41 en los juegos de Medellín 2010.

#### Juegos Suramericanos de Medellín 2010
Su desempeño en la novena edición de los juegos, se identificó por ser el octogésimo tercero deportista con el mayor número de medallas entre todos los participantes del evento, con un total de 4 medallas:

- , Medalla de oro: Natación 400 m Libre Hombres
- , Medalla de oro: Natación Relevo 4 × 200 m Libre Hombres
- , Medalla de bronce: Natación Libre 1500 m Hombres
- , Medalla de bronce: Natación Libre 800 m Hombres

### Juegos Centroamericanos y del Caribe
Fue reconocido su desempeño como parte de la selección de  Venezuela en los juegos de Mayagüez 2010.

#### Juegos Centroamericanos y del Caribe de Mayagüez 2010
Su desempeño en la vigésima primera edición de los juegos, se identificó por obtener un total de 2 medallas:

- , Medalla de oro: 1500 m Libre
- , Medalla de oro: 800 m Libre